# Rhythm of Love (álbum de Anita Baker)
Rhythm of Love é o quinto álbum de estúdio da cantora americana Anita Baker, lançado em 13 de Setembro de 1994, pela gravadora Elektra Records. Este álbum está na lista dos 200 álbuns definitivos no Rock and Roll Hall of Fame.
| Críticas profissionais                                                      | Críticas profissionais |
| Avaliações da crítica                                                       | Avaliações da crítica  |
| Fonte                                                                       | Avaliação              |
| --------------------------------------------------------------------------- | ---------------------- |
| Allmusic                                                                    | [ 3 ]                  |
| Entertainment Weekly                                                        | (A-)                   |
| Rolling Stone                                                               | [ 5 ]                  |
| Esta tabela precisa de ser acompanhada por texto em prosa. Consulte o guia. |                        |

## Faixa
1. "Rhythm of Love"
2. "The Look of Love"
3. "Body and Soul"
4. "Baby"
5. "I Apologize"
6. "Plenty of Room"
7. "It's Been You"
8. "You Belong To Me"
9. "Wrong Man"
10. "Only For A While"
11. "Sometimes I Wonder Why"
12. "My Funny Valentine"